# Tétras des prairies
Tympanuchus cupido
Espèce
Statut de conservation UICN

 VU A2bcde+3bcde+4bcde : Vulnérable
Statut CITES
Répartition géographique
Le Tétras cupidon (Tympanuchus cupido), aussi nommé Tétras des prairies, est une espèce d'oiseau qui appartenait à l'ancienne famille des Tetraonidae, et qui est désormais incluse dans celle des Phasianidae. Ce tétras typique de la prairie et des associations de prairie et de chênes a subi une diminution importante de sa population depuis la colonisation. La destruction de son habitat par le développement de l’agriculture et des pâturages et des forages pétroliers est la cause principale de son déclin.

## Caractères distinctifs
Le Tétras cupidon est un peu plus grand que le Tétras à queue fine et le Tétras pâle, mais est plus petit que le Tétras des armoises. La queue est courte et ronde. De chaque côté du cou, le mâle possède de longues touffes de plumes et des sacs gulaires jaunes ou orange. Il peut être confondu avec le Tétras pâle, mais le plumage de ce dernier est plus pâle et ses sacs gulaires sont plus rouges.

## Écologie et comportement

### Alimentation
Ce tétras se nourrit de feuilles, de bourgeons, de graines, de grains cultivés et d’insectes. Les immatures sont friands d’insectes. Des données historiques montrent que les glands de chêne composaient une bonne partie de sa diète pendant l’hiver. Il se nourrit surtout au sol et occasionnellement dans les arbres, généralement tôt le matin ou en fin de journée.

### Chant
Pendant la saison de reproduction, le mâle émet un cri qui ressemble au son produit lorsqu’on souffle dans une bouteille vide. Ces cris sont assez puissants et peuvent s’entendre à plus de 4 km lorsque les conditions le permettent.

### Territorialité

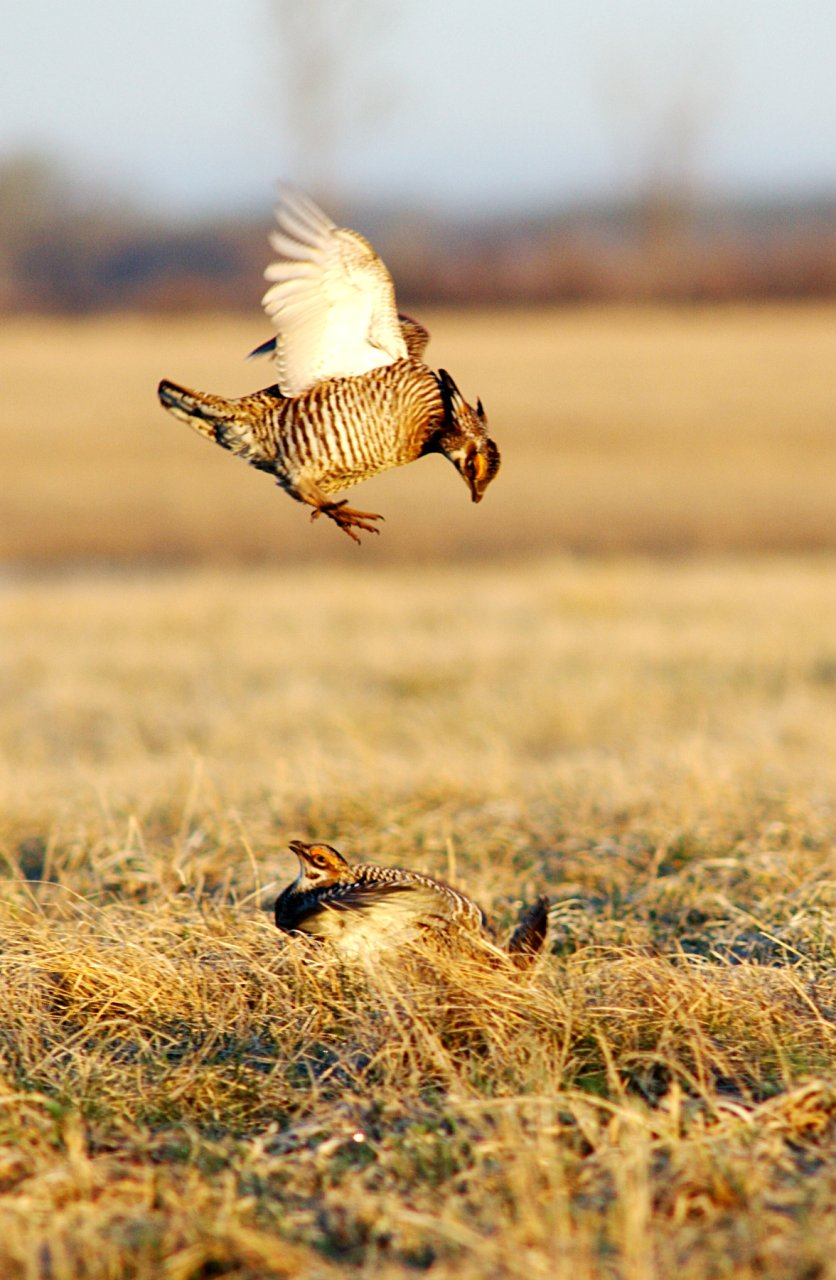
Mâles en parade

Le mâle défend un territoire sur des aires de parades pendant la saison de reproduction. Environ une dizaine de mâles composent l’aire de parade qui est habituellement située sur un endroit élevé – une petite colline – et dépourvue de végétation. Les territoires ont en moyenne 518 m2. Les mâles dominants défendent des territoires plus grands et sont situés plus près du centre de l’aire. L’activité à l’aire de parade s’étend de janvier à juin, mais est à son maximum en avril.

### Nidification
L’habitat de nidification est une prairie caractérisée par une végétation dense de 25 à 70 cm de haut. Le nid est une coupe au sol de 7 cm de profondeur et 18 cm de diamètre et tapissé de matière végétale de plumes. La couvée contient entre 5 et 17 œufs et est incubée de 23 à 25 jours par la femelle seule.

### Mortalité
Les prédateurs potentiels, autant des adultes et que des immatures, sont nombreux : la Buse pattue, la Buse à queue rousse, la Buse rouilleuse, la Petite Buse, le Busard Saint-Martin, l’Autour des palombes, la Pygargue à tête blanche, l’Aigle royal, la Crécerelle d'Amérique, le Faucon gerfaut, le Faucon pèlerin, le Faucon des prairies, le Harfang des neiges, le Grand-duc d'Amérique, le Hibou des marais, le Vison d'Amérique, l’Hermine, le Blaireau américain, le Renard roux, le Renard gris, le Loup rouge, le Coyote, les chiens et les chats.
Les œufs peuvent être victimes des fourmis (Solenopsis), des serpents, du Grand-duc d’Amérique, de la Corneille d'Amérique, du Sarigue à oreilles noires, des spermophiles, du Vison d'Amérique, de l’Hermine, du Blaireau américain, du Raton laveur, du Loup rouge, du Renard roux, du Coyote et du Sanglier
À partir des années 1950, la population du Wisconsin a également été frappée par l'appauvrissement génétique, ce qui a nécessité la relocalisation d'individus en provenance d'autres états (Minnesota, Kansas, Nebraska) entre 1992 et 1998, et avec de bons résultats sur les effectifs.

## Distribution géographique
Le Tétras cupidon se retrouve principalement dans le Midwest américain. Une très faible population occupe le sud-est du Texas, mais la survie de cette population n’est pas assurée. La distribution de cette espèce s’est beaucoup réduite depuis la colonisation principalement due à la conversion de son habitat en terres agricoles. Cette espèce était autrefois un oiseau reproducteur abondant dans les habitats de prairie de l’Alberta, de la Saskatchewan, du Manitoba et de l’Ontario. De nouvelles preuves génétiques indiquent que l’espèce était indigène du Canada pour les 9000 dernières années et n’a pas colonisé l’habitat des prairies lors de la colonisation européenne comme on le pensait auparavant.

### Habitat

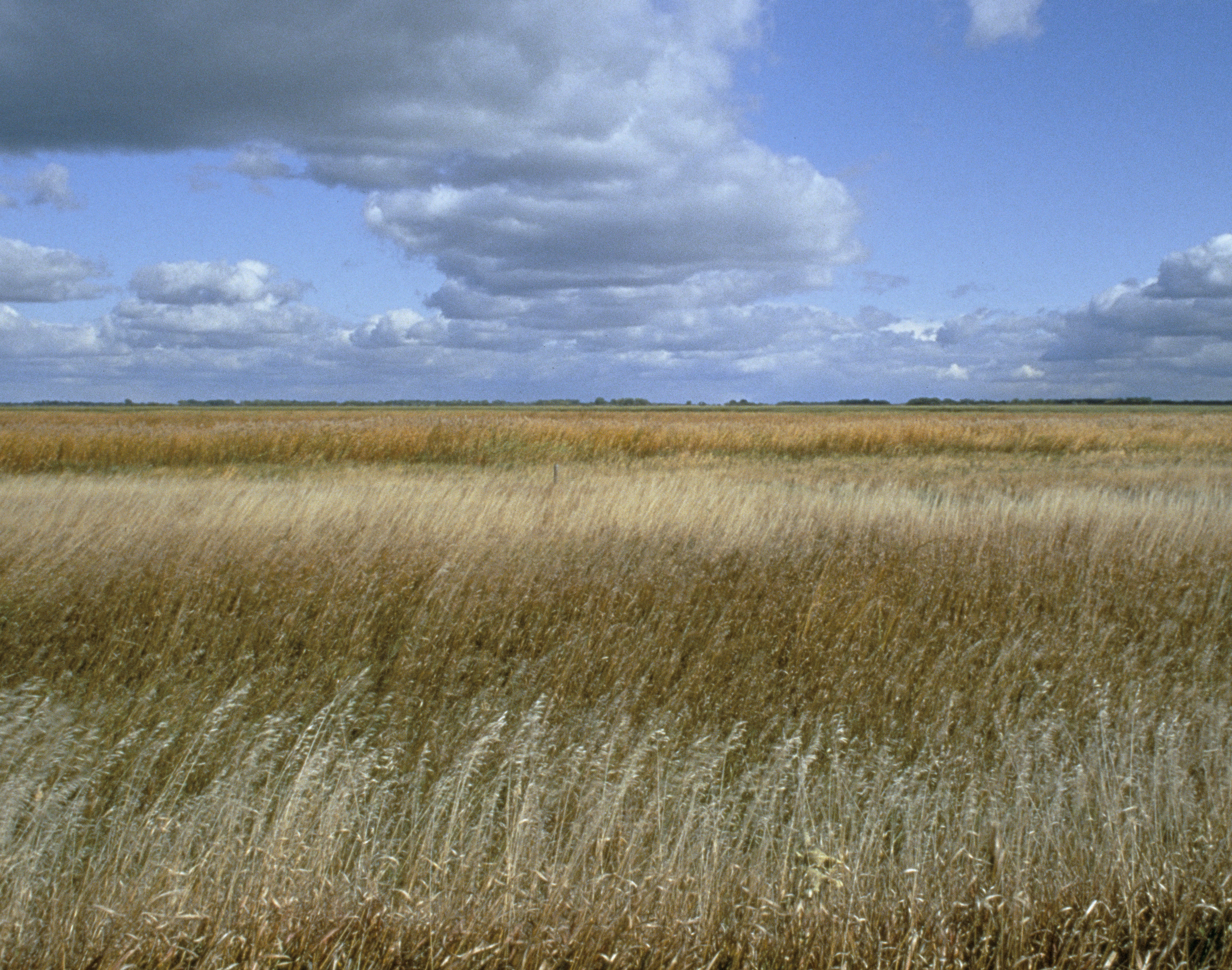
Une prairie dans le Sand Lake National Wildlife Refuge (Dakota du Sud) où est parfois observé le Tétras cupidon

Le Tétras cupidon occupe l’ouest des prairies d’Amérique du Nord. Historiquement, il occupait également les habitats mixtes de prairie et de chênes. La sous-espèce attwateri occupait les plaines côtières sablonneuses et les associations de savanes et de chênes. La sous-espèce cupido habitait les associations de Quercus ilicifolia et de prairie ainsi que les milieux colonisés par les herbacées et les éricacées à la suite d'un feu de forêt. Il est possible que les Amérindiens aient pu contribuer à l’établissement de cette sous-espèce dans l’est du continent par les éclaircies qu’ils créaient par le feu dans les forêts.

### Migration
Une partie de la population est sédentaire et une autre peut effectuer des migrations variant de 12 à 170 km entre les lieux de reproduction et les lieux d’hivernage. Il ne semble pas avoir de routes migratoires bien définies, le déplacement des oiseaux étant plutôt aléatoire.

## État des populations, menaces et conservation
L'espèce a fortement régressé et est considérée depuis 1987 comme éteinte au Canada, où on pouvait encore l'apercevoir quelques années plus tôt en Saskatchewan. Elle avait été classée  « en voie de disparition » en avril 1978, par le COSEPAC).
Le tétras des prairies résiste à des hivers sévères en se protégeant du froid sous la neige, mais il ne peut s'adapter à la destruction de ses habitats. Les pesticides et d'autres polluants environnementaux l'affectent probablement également, de même que le dérèglement climatique (avec des printemps plus pluvieux pourraient diminuer les chances de survie des poussins, de même que la fréquence accrue de longues sécheresses estivales, d'autant que le drainage agricole associé à l'augmentation constante de la taille moyenne des parcelles agricoles, ainsi que la régression des zones humides rendent l'accès à l'eau souvent de plus en plus difficile).
Les interactions avec l'Homme sont la première menace pour l'espèce (destruction des habitats, chasse... et surtout la conversion de prairies en terres labourées ou cultivées). Selon une étude avec suivi par radiotracking conduite par l'université du Kansas, la plupart de ces oiseaux doivent nidifier à moins d'un 1/4 de mile d'une ligne à haute tension (source de mortalité d'oiseaux, qui attirent les prédateurs carnivores) et à un tiers de mile d'une route (danger d'accident par collision roadkill), et selon cette même étude le tétras des prairies présente une sensibilité au dérangement (il  évite les fermes rurales, ainsi d'ailleurs que les tours de télécommunication.
Cette espèce a subi un "goulot d'étranglement génétique", et des erreurs de management (élevage, réintroduction, confortement à partir de souches génétiquement peu diversifiées) peuvent aggraver la perte de variabilité génétique et de diversité génétique et d'adaptabilité aux variations de l'environnement au sein de cette espèce.

## Sous-espèces
Trois sous-espèces sont reconnues pour le Tétras cupidon :
- Tympanuchus cupido cupido : éteint – occupait la côte est des États-Unis. Le dernier représentant de cette sous-espèce est mort en 1932 à Martha's Vineyard ;
- Tympanuchus cupido attwateri : répartition très restreinte dans le sud-est du Texas ;
- Tympanuchus cupido pinnatus : la sous-espèce la plus répandue ; localement abondante dans certains États du Midwest mais devenue espèce à part entière (non reconnue par la COI) : le Tétras de prairies (Tympanuchus pinnatus).

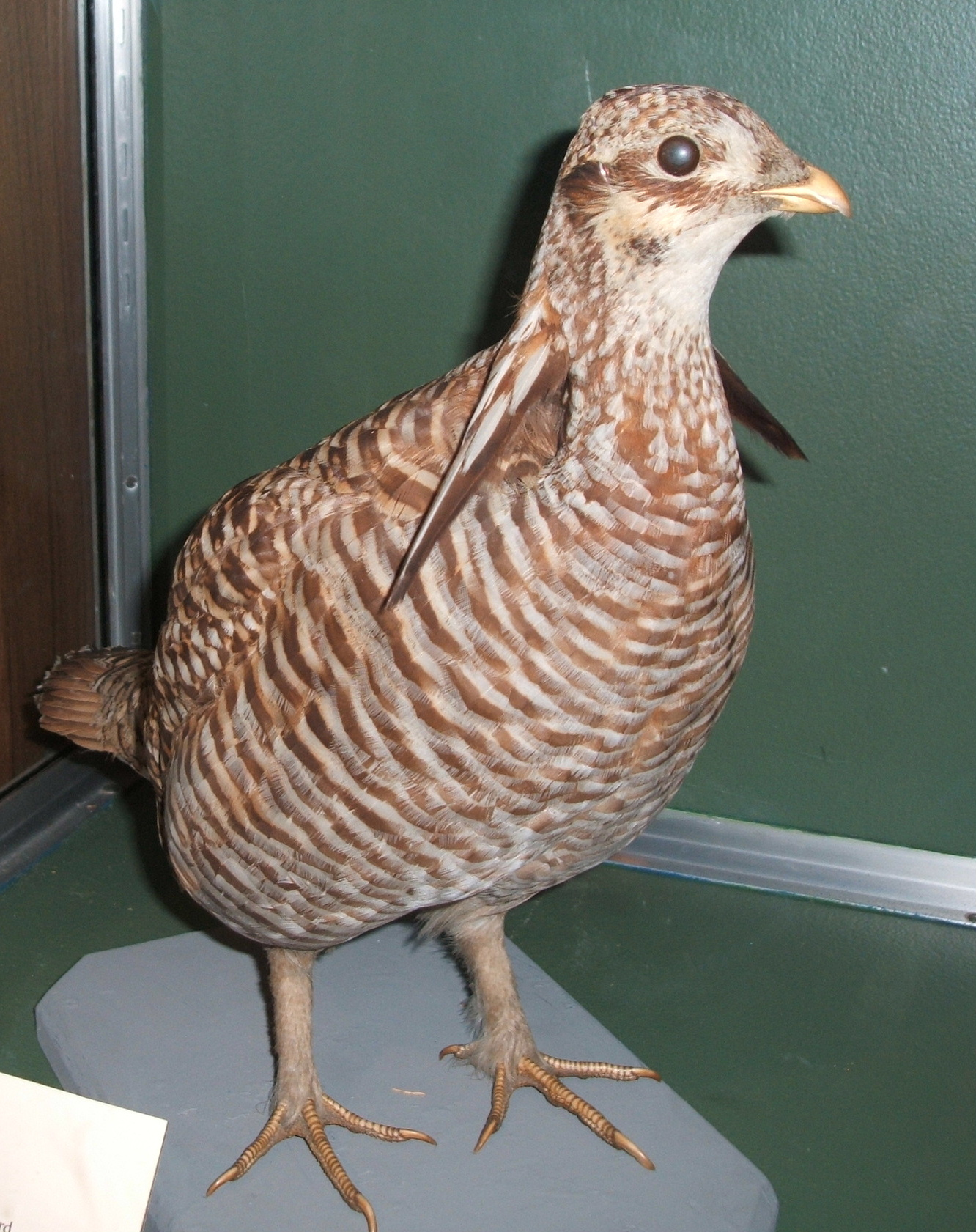
T.c. cupido - individu naturalisé, Musée de la Science (Boston)
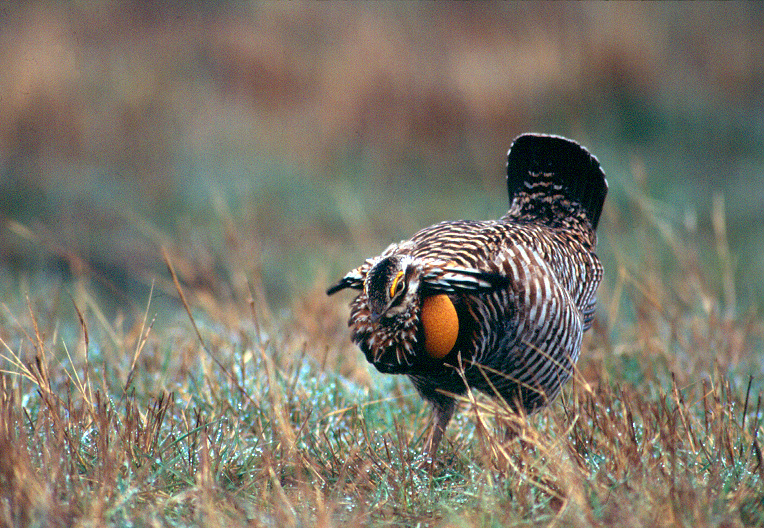
T. c. pinnatus
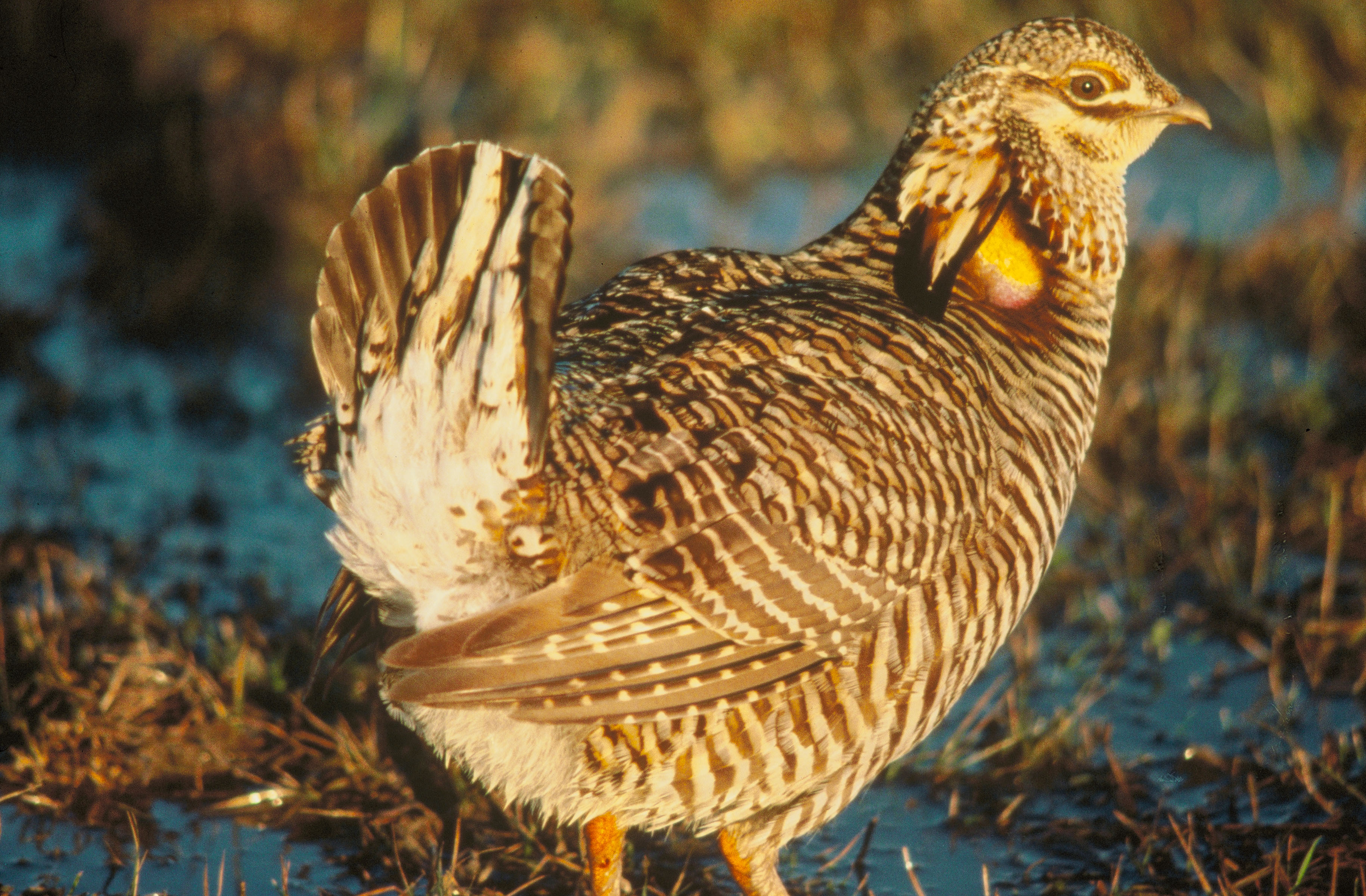
T. c. attwateri

## Évocation artistique
Le compositeur Olivier Messiaen s'est inspiré de son chant dans l'une des pièces de ses oiseaux exotiques, écrites entre 1955 et 1956